# صموئيل إي. أندرسون
صموئيل إي. أندرسون (بالإنجليزية: Samuel E. Anderson)‏ هو ضابط أمريكي، ولد في 6 يناير 1906 في غرينزبورو في الولايات المتحدة، وتوفي في 12 سبتمبر 1982.